# Khu bảo tồn động vật hoang dã Lanjak Entimau
Khu bảo tồn động vật hoang dã Lanjak Entimau là một khu bảo tồn thiên nhiên có diện tích 1.870 km2 (1.870 km2) trên đảo Borneo, thuộc Sarawak của Malaysia. Đây là khu vực có ý nghĩa quan trọng trong việc bảo tồn loài đười ươi. Cùng với vườn quốc gia Batang Ai cách đó không xa bảo tồn 1.400 cá thể đười ươi. Săn bắt và khai thác gỗ bất hợp pháp chỉ là những vấn đề nhỏ ở những khu vực này, nhưng điều đó có thể trở nên nghiêm trọng hơn nếu không được quản lý giám sát chặt chẽ, đặc biệt hơn khi đây là các khu vực tiếp giáp với Indonesia, nơi nạn khai thác gỗ bất hợp pháp diễn ra tràn lan.
Cùng với vườn quốc gia Betung Kerihun ở Indonesia, Lanjak Entimau đã được đề xuất như là một di sản thế giới dự kiến với tên gọi chung là "Di sản rừng nhiệt đới xuyên quốc gia của Borneo".